# Jimmy Davies
Jimmy Davies (18 de agosto de 1929 — 11 de junho de 1966) foi um automobilista norte-americano.
Davies esteve em cinco 500 Milhas de Indianápolis, quando a prova contava pontos para o Mundial de Pilotos da Fórmula 1 de 1950 até 1960: 1950, 1951, 1953, 1954 e 1955.
Seu melhor resultado foi o 3º lugar em 1955, prova em que conquistou os únicos 4 pontos de sua carreira. Faleceu vítima de acidente quando competia em Chicago em junho de 1966.